# Naseer Shahir Homoud
Naseer Homoud, né le 31 octobre 1963 à Irbid, est un dentiste, homme d'affaires et philanthrope jordanien. Il est l'ambassadeur de bonne volonté pour l'établissement intergouvernemental pour l'usage des algues contre la malnutrition (IIMSAM). 